# RAIインターナショナル
Rai インターナショナル（Rai Italia Radio） はイタリアのイタリア放送協会(RAI) が行っていた海外向け放送（国際放送）である。

## 沿革
- 1930年7月1日 - 開局
- 1934年 - 北米向け英語放送とイタリア語放送を開始。
- 1935年 - 南米向けのポルトガル語放送とスペイン語放送を開始。
- 1943年9月8日 - 放送休止
- 1946年9月3日 - 放送再開
- 1964年6月 - 日本語放送廃止
- 2007年9月30日 - 短波放送廃止
- 2011年12月31日終了

## 日本語放送
- 「大和魂を誇る日本の皆様こんばんは」と言うアナウンスが有名だった。